# Bruno Bělčík
Bruno Bělčík (14. ledna 1924 Karviná – 10. března 1990 Praha) byl český houslista a koncertní mistr.

## Životopis
Narodil se v Karviné v moravském Slezsku. Vystudoval hru na housle na pražské HAMU. V letech 1946 až 1960 působil jako koncertní mistr Symfonického orchestru hlavního města Prahy, poté pak přešel k České filharmonii. Jako komorní hráč byl členem Pražského tria, spolu s Františkem Rauchem (klavír) a Františkem Smetanou (violoncello). Jako sólista interpretoval především díla českých skladatelů, např. Antonína Dvořáka, Josefa Suka, Josefa Bohuslava Foerstera či Bohuslava Martinů.
Zemřel 10. března 1990 v Praze ve věku 66 let. Pohřben byl na Vyšehradském hřbitově.